# Oussoy-en-Gâtinais
Oussoy-en-Gâtinais település Franciaországban, Loiret megyében. Lakosainak száma 423 fő (2022. január 1.). Oussoy-en-Gâtinais Lombreuil, La Cour-Marigny, Montereau, Saint-Hilaire-sur-Puiseaux, Thimory, Varennes-Changy és Vimory községekkel határos.

## Népesség
A település népességének változása:
| Lakosok száma | 362  | 319  | 333  | 388  | 415  | 412  | 409  | 413  | 415  | 423  |
|               | 1968 | 1982 | 1990 | 2006 | 2013 | 2015 | 2017 | 2019 | 2020 | 2022 |